# Yeguada del Hierro del Bocado
Yeguada Cartuja Hierro del Bocado es la principal y más antigua ganadería del mundo dedicada al caballo cartujano, su origen data de finales del siglo XV ligado al Monasterio de la Cartuja de Jerez de la Frontera (Cádiz), España, está ubicada en la finca Fuente del Suero. Los caballos de la estirpe Cartujana son la mayor reserva genética del origen del pura raza española, convirtiéndolos en un referente internacional. 

## Historia
El prestigio ganadero del sur de España se remonta a la antigüedad clásica, ya Virgilio hacía referencia a la fascinante armonía de los caballos del sur de la península ibérica y personajes como Publio Cornelio Escipión, el emperador romano Calígula, Ricardo Corazón de León, Federico el Grande o Napoleón Bonaparte disfrutaron de ejemplares de esta región. Incluso durante la ocupación musulmana, el caballo español mantuvo su prestigio. 
A finales del siglo XV los monjes de la Orden de los Cartujos se asentaron en Jerez, orden religiosa de gran tradición ganadera que inició la cría en libertad de caballos de gran pureza en la Dehesa Fuente del Suero, terrenos adyacentes al Monasterio de la Cartuja de Santa María de la Defensión, sin duda, es en este siglo cuando la estirpe Cartujana alcanzó su máximo esplendor y se convirtió en la piedra angular de la crianza del caballo andaluz. 
Con el descubrimiento de América, el caballo andaluz llegó al Nuevo Mundo y siempre mantuvo una importante relación con las principales ganaderías de Europa, la belleza, armonía y nobleza del caballo español lo han llevado hasta las más prestigiosas ganaderías de los cinco continentes que presumen de sangre de origen cartujana.
Durante tres siglos que coinciden con los de máximo esplendor del reino de España, los monjes cartujos fueron los fieles guardianes de la estirpe, creando una yeguada que con el tiempo se convertirá en una de las más célebres y apreciadas del mundo.  Su esmerada labor ganadera, asentada en torno al espléndido edificio renacentista y en el marco excepcional de clima y fertilidad, donde también se crían los universales vinos de Jerez, se ve interrumpida a inicios del siglo XIX por la Guerra de la Independencia que causó el expolio del monasterio jerezano y, en consecuencia, de sus caballos.
Los Cartujos son una orden de clausura que se rige por una regla aprobada por el papa Inocencio II, llevan una vida rigurosamente ascética, basada en el recogimiento. Los orígenes de la Cartuja de Jerez se remontan al siglo XV, cuando el hacendado Álvaro Obertos de Valeto le propone al prior de la Cartuja de Sevilla la fundación de un monasterio de esta orden en Jerez. Don Álvaro traspasó los derechos de los terrenos que poseía en el municipio de Jerez a los cartujos, que solicitaron la licencia necesaria al arzobispo de Sevilla para fundar el monasterio, licencia otorgada en 1475, iniciándose tres años más tarde las obras del edificio que hoy conocemos. En poco tiempo, la Orden Cartujana logra reunir un importante patrimonio en donaciones, compraventas y cambios que se sumaban a los ya ingentes bienes heredados de Don Álvaro; entre los terrenos adquiridos se encuentra la antigua Dehesa Fuente del Suero, propiedad hasta entonces del genovés Celín de Bilbao que la vende por 140.000 maravedíes. En esta misma finca, cinco siglos después, se crían en libertad los bellos ejemplares de Yeguada Cartuja Hierro del Bocado.

## ElsigloXIX
El siglo XIX representa una época de convulsiones y cambios drásticos para la Yeguada, después de los pasados años de gloria y estabilidad. A consecuencia de la Guerra de la Independencia y la posterior desamortización de Mendizábal la ganadería de caballos cartujanos deja de pertenecer a los monjes cartujos. Gracias a la lealtad y el esfuerzo de los posteriores y sucesivos cambios de propietarios de ejemplares de la yeguada de la Cartuja ha sido posible que la pureza de la estirpe Cartujana haya llegado intacta hasta nuestros días con el hierro actual.

## La expulsión de los Cartujos
El inicio del siglo XIX coincide con la invasión de nuestro país por las tropas francesas y la Guerra de la Independencia. La llegada del ejército francés a Jerez comporta la huida de los monjes de la Cartuja, quienes tras varias vicisitudes, son acogidos en diferentes conventos de la zona. En su escapada, los monjes cartujos se vieron obligados a abandonar todos sus bienes y pertenencias, incluidos los caballos y yeguas que ocupaban sus caballerizas. Tras más de dos años de exilio, cuando los monjes regresan a la Cartuja en 1812 coincidiendo con el Decreto de las Cortes de Cádiz por el que el Estado se apropia de sus bienes, encuentran el monasterio desolado y saqueado, con desperfectos importantes incluso en las edificaciones. En 1835 se ven obligados a abandonar nuevamente el monasterio por la Real Orden de Exclaustración Eclesiástica de la desamortización de Mendizábal y los cartujos son expulsados definitivamente de sus tierras y el monasterio pasa a servir de cárcel, para después depender de la Junta Diocesana del Estado y finalmente entregarse a la Comisión de Monumentos Históricos y Artísticos de la provincia de Cádiz, que lo declara Monumento Nacional en 1856. Hasta un siglo más tarde (1948) el monasterio no será devuelto a la Orden de los Cartujos que lo habitó hasta el año 2002. En la actualidad lo habitan las Hermanas de Belén.

## Recuperación y cambio de propietarios
En 1810, tras la huida de los monjes de la Cartuja, la legendaria yeguada es salvada de la que hubiera sido una irreparable dispersión gracias a la rápida intervención del presbítero Pedro José Zapata. Zapata, fundador del Hospital de Arcos de la Frontera, que compra 60 yeguas y 3 caballos de los mejores ejemplares y los oculta en la "Breña del Agua", enviando a los Cartujos de Cluny el importe del precio establecido. A partir de estos caballos se forma lo que en la actualidad se conoce como Yeguada Cartuja Hierro del Bocado. El Hierro del Bocado, diseñado por Zapata para marcar los animales provenientes de la yeguada de la Cartuja, originando el nombre de esta prestigiosa ganadería por el que aún hoy en día es reconocida en todo el mundo. 
Don Pedro y su hermano Juan José se hacen cargo de la Yeguada hasta la muerte de Don Juan, cuando pasa a las manos del hijo de este último hasta su muerte en 1854, entonces su viuda, María Romero, toma las riendas de la misma. Años después, en 1857, Vicente Romero García compra parte de la yeguada y añade una "C" al tradicional Hierro del Bocado. Siete años más tarde también adquiere el hierro diseñado por Zapata, que utiliza para marcar al ganado bravo. A lo largo del siglo, empezaron a destacar algunos ejemplares de la Yeguada, que consiguieron premios en exposiciones y concursos de todo el país.
El 22 de mayo de 1911, en Jerez de la Frontera, a la edad de 90 años (1821-1911), y con gran preocupación por el futuro de su ganadería por no tener herederos, muere D. Vicente Romero García. Su viuda, Dña. Josefa Guarro, dividió la ganadería en cuatro lotes que vendió de la siguiente manera: un primer lote fue adquirido por D. Vicente Llaguno de México; el segundo lote lo adquirió su cuñado D. Gabriel Mateos Díaz y lo haría pastar en la finca “El Barroso” de Jerez; otro lote fue adjudicado a D. Miguel Romero de Quintana de la Serena; y finalmente un cuarto lote fue vendido a su sobrina Dña. Rosario Romero, viuda de Domínguez, que poseía una buena yeguada del mismo origen.
Dña. Rosario Romero adquirió los dos Hierros del Bocado con C y sin C. El 19 de julio de 1923 muere Dña. Rosario Romero y sus hijos D. José y D. Bartolomé Domínguez Romero, se hacen cargo de la explotación de la ganadería y para ello constituyen la sociedad “Domínguez Hermanos”, nombrándose gerente de la misma el primero de ellos.
Diez años después (1933) tras la muere D. José Domínguez Romero y alma de la yeguada, D. Bartolomé Domínguez Romero la vende en cuatro lotes a las personas que a continuación se citan:
1.º  D. Francisco Chica Navarro, que compra la mitad de las yeguas de vientre, la rastra completa del año 1933 y el Hierro del Bocado sin la C; posteriormente vendería los siguientes lotes:
A Yeguada Militar, 18 yeguas.
A D. Fernando Vara Mira de Olivenza, 9 yeguas.
A D. Fernando C. de Terry y del Cuvillo, el resto de la yeguada.
2.º  D. Deogracias Blasco de Balbuena, que compra 24 yeguas y 2 caballos. A su muerte heredaría la ganadería su sobrino D. Fernando Vara Mira de Olivenza, que la incrementa con 9 yeguas adquiridas a D. Francisco Chica. Esta ganadería sigue existiendo a nombre de los hermanos Vara-Muñoz-Casillas.
3.º  D. Alfonso Nogales, Vizconde de la Montesina, que compra 12 yeguas y 1 caballo.
4.º  D. Juan Pedro Domecq y Núñez de Villavicencio, que el 2 de febrero de 1934 compra 30 yeguas, 10 potros, 2 caballos y el Hierro del Bocado con la C. Con estas adquisiciones D. Juan Pedro Domecq enriqueció mucho la yeguada que heredó de sus padres, procedente de D. Francisco de la Calle y D. José Guerrero.
El 19 de marzo de 1937 muere D. Juan Pedro Domecq y Núñez de Villavicencio y es, precisamente, al año siguiente cuando D. Roberto Osborne Vázquez compra a sus herederos la ganadería completa que incluye el Hierro del Bocado con la C y los ejemplares que a continuación se detallan: 56 yeguas, 10 potras de 3 años, 16 potras de 2 años, 30 rastras, 5 sementales, 2 potros de 4 años, 7 potros de 3 años y 12 potros de 2 años.
Años más tarde D. Roberto Osborne Vázquez comienza la venta de esta ganadería de la siguiente manera: en agosto de 1940 le vende a D. Fernando Pallares (Cabra, Córdoba) 1 semental y 5 yeguas; en abril de 1941 le vende a D. Salvador Noguera (La Palma del Condado, Huelva) 6 yeguas y 1 caballo; en noviembre de 1946 le vende a D. Salvador Guardiola (Sevilla) 13 yeguas y 3 caballos; en enero de 1949 le vende a D. Fernando C. de Terry y del Cuvillo (Puerto de Santa María, Cádiz) 7 yeguas, el caballo “NOVATO” y el Hierro del Bocado con la C; en marzo de 1960, el marqués de Salvatierra adquiere 10 yeguas y el caballo “GARBOSO XII”; finalmente en abril de 1966 D. Roberto Osborne Vázquez vende el resto de la ganadería a D. Juan Manuel de Urquijo y Novales, resto que estaba compuesto de ejemplares de 4 a 5 años, entre los que se encontraban “Amoroso IV”, “Amoroso V”, “Botinero”, etc.
Durante unos años, ambos Hierros del Bocado tomarían rumbos separados, siendo en 1949 cuando D. Fernando Carlos de Terry y del Cuvillo compra parte de la yeguada de D. Roberto Osborne Vázquez junto con el Hierro del Bocado con la C, que además entre 1947 y 1948 había adquirido el resto de la yeguada de D. Francisco Chica Navarro, quien vuelve a unir las dos ramas de la yeguada del Hierro del Bocado (sin y con C), emplazando a las yeguas y rastras en la finca “El Montañés” (Puerto Real) y a los caballos en las caballerizas existentes en el Puerto de Santa María.

## En la actualidad
Después de ser adquirida por José María Ruiz Mateos, tras la expropiación de Rumasa en 1983 pasó a formar parte de la Dirección General del Patrimonio del Estado, asumiendo de manera definitiva la responsabilidad de mantener y mejorar este tesoro genético, reunificando de nuevo a todos sus ejemplares en la finca ‘Fuente del Suero’ en 1991.
En la actualidad, la empresa pública EXPASA, es la responsable de la gestión de la yeguada, y en las instalaciones de la finca Fuente del Suero se dedica a la cría, estudio y mejora de la estirpe cartujana, teniendo como objetivos fundamentales la salvaguarda, mantenimiento y difusión de su riqueza genética. 
Yeguada Cartuja ofrece todos los sábados un espectáculo ecuestre donde se pueden apreciar las cualidades del caballo cartujano, caracterizado por su elegancia, magníficas condiciones físicas y una docilidad que lo hace especialmente indicado para la doma clásica y una visita guiada a las instalaciones en la que conocer cómo se realiza el cuidado diario y la cría de caballos en libertad, los servicios de reproducción equina y realizar un tour por el patio de sementales, la nave de yeguas, el guadarnés histórico, el museo de carruajes y las cuadras. 

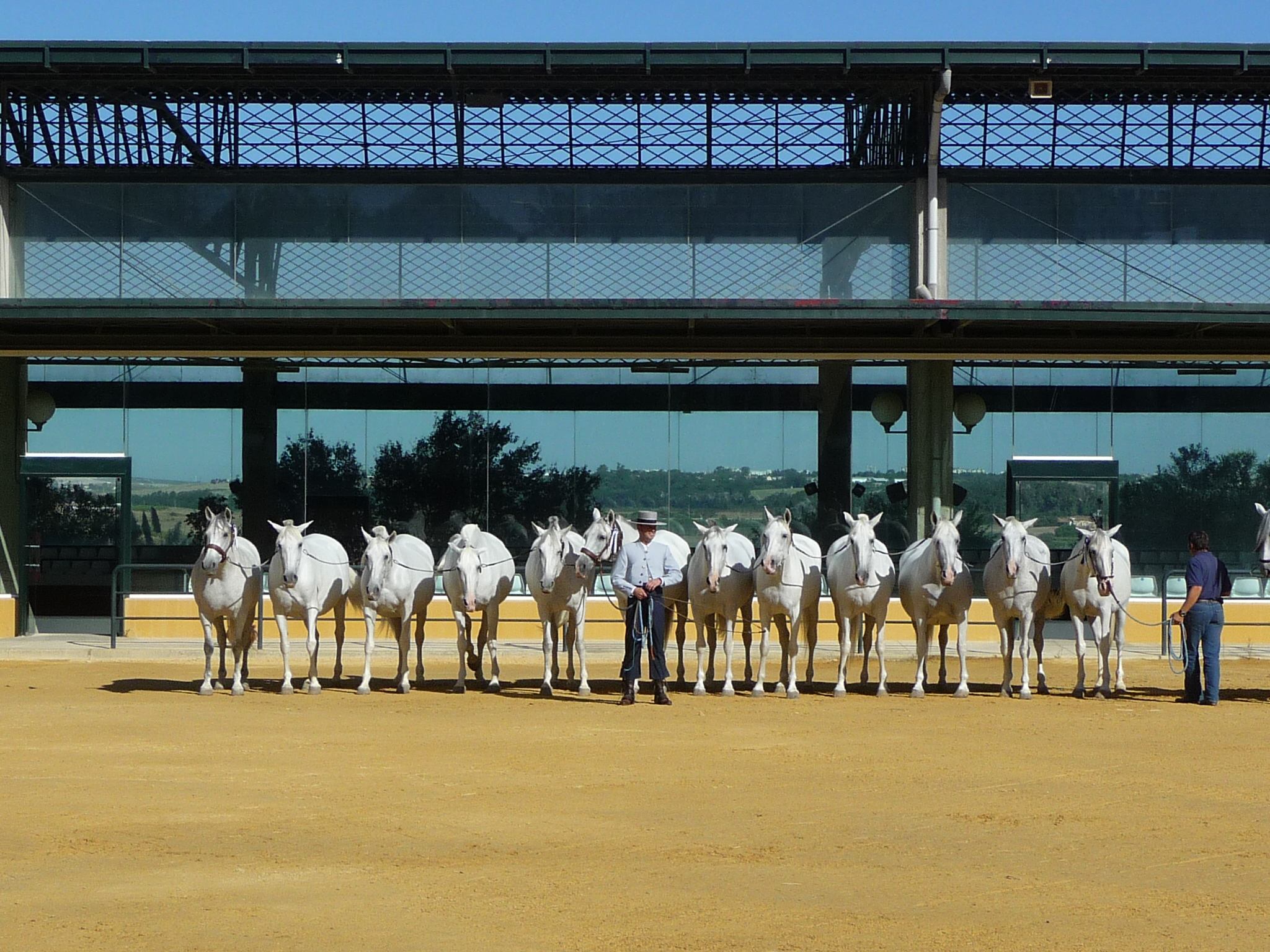
Patio de Sementales

## Instalaciones
Las instalaciones, propiedad del Estado español, se encuentran en la finca Fuente del Suero, en la carretera Medina Sidonia - El Portal kilómetro 6.5, a las afueras de Jerez de la Frontera.
Disponen de unas modernas instalaciones, que incluyen patio de sementales, guadarnés histórico, museo de carruajes, sala de formación, picadero cubierto, picadero descubierto, naves de yeguas, parideras, clínica veterinaria, centro de reproducción equina, bancos de germoplasma equino, cultivos ecológicos y praderas.

## Actividades
La principal actividad es la salvaguarda, mejora y mantenimiento del caballo Pura Raza Español de estirpe Cartujana.
La finca Fuente del Suero, origen de esta singular estirpe, sigue siendo hoy en día el hábitat idóneo para su adecuado desarrollo. La base agrícola de la explotación comprende un total de 189 hectáreas de cultivo ecológico y se orientan a la producción de forrajes destinados a la alimentación de los efectivos de la explotación, favoreciendo el aprovechamiento integral de los recursos y por tanto contribuyendo a una economía sostenible y circular. 
La yeguada cuenta con un detallado programa de cría y alimentación para cubrir de manera equilibrada las necesidades de los casi 300 animales que dispone, en las distintas etapas de su vida.
Las yeguas que habitan en estas praderas, cuna de la estirpe cartujana, se caracterizan por su nobleza, belleza y humildad. Los potros permanecen en las praderas hasta los 3 años de edad, expresando en libertad toda su fuerza y el potencial genético y funcional que atesoran.
Con los programas de doma y entrenamiento se desarrollan las habilidades orientadas al futuro uso de los ejemplares y potenciando la energía, espectacularidad, variedad y riqueza de las propiedades funcionales propias de esta raza. Uno de los objetivos fundamentales es la participación en las Pruebas de Selección de Caballos Jóvenes (PSCJ), en las que, además de valorar su aptitud para la doma clásica, también son valorados genéticamente para el programa de cría del Pura Raza Español (PRE). Además de la doma clásica, también se doman ejemplares para doma vaquera y para alta escuela, por ser dos disciplinas muy arraigadas que presentan una gran tradición y popularidad. 
El enganche ha sido tradicionalmente un puntal importante en la cultura ecuestre, tanto de Jerez como de los ejemplares de estirpe Cartujana, razón por la que es una parte imprescindible en las actividades de la Yeguada y en la que sólo se utilizan yeguas, siendo también una forma de valorar la aptitud para el trabajo de las que serán futuras madres de los ejemplares de Cartujanos. Asimismo, la doma para la “cobra de yeguas”: Se trata de una doma que reivindica y rememora el papel de las yeguas en las tareas de campo, la formación de la cobra puede contar con hasta doce ejemplares, siendo una demostración de la calidad y la homogeneidad de una yeguada, lo que sin duda es una seña de identidad de Yeguada Cartuja Hierro del Bocado.
Desde que cumplen el año, los ejemplares del Hierro del Bocado son sometidos a valoración morfológica, y a partir de los tres años se inician en la fecundación de yeguas previamente seleccionadas. Estas, predestinadas para la procreación de animales de privilegio, son ejemplares preferentes. En cuanto a los caballos adultos, son admitidos como sementales, sólo aquellos cuyas características fisiológicas y señas genealógicas excepcionales guardan exacta correspondencia con las líneas maestras de esta estirpe cartujana.

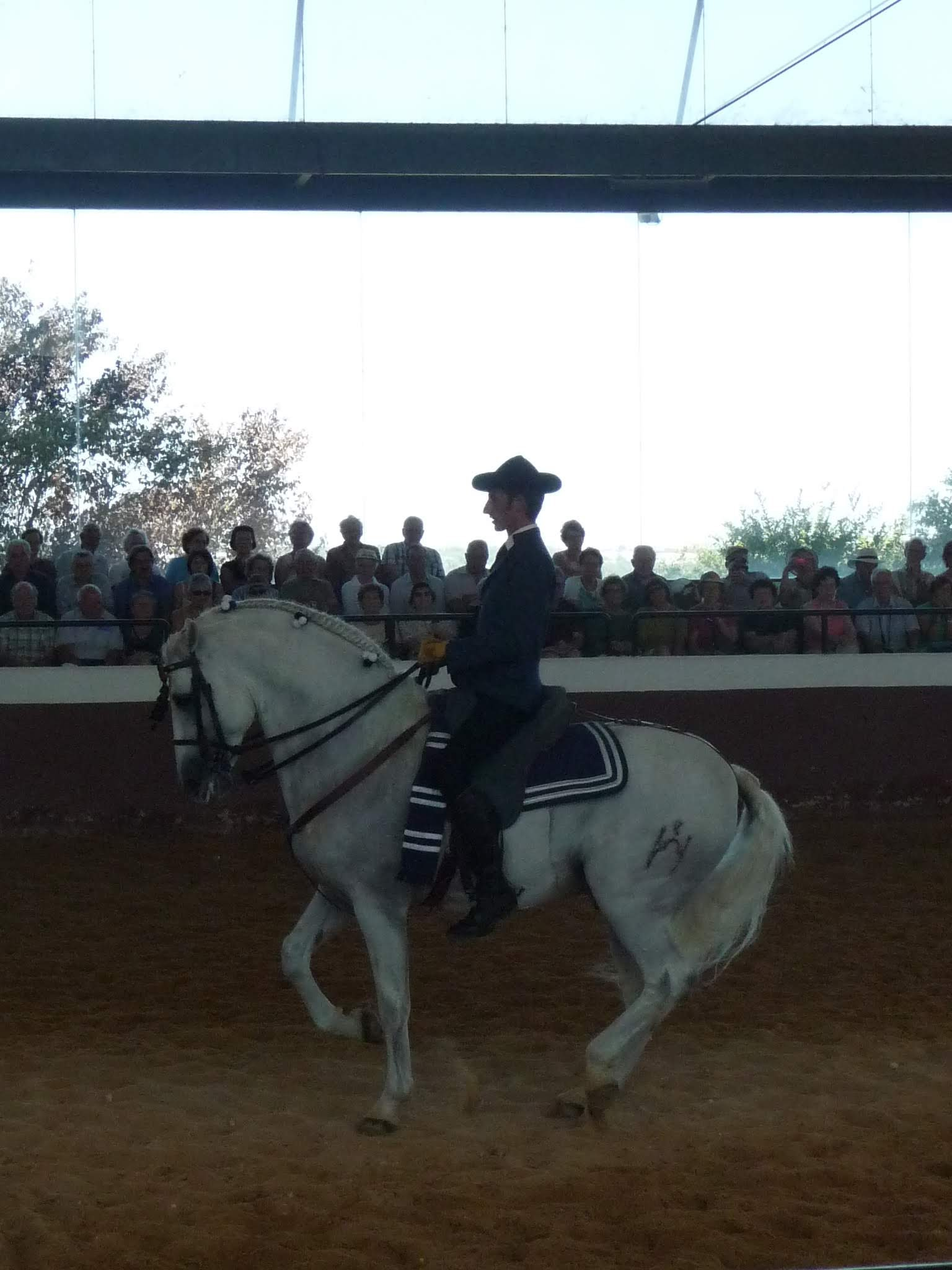
Espectáculo Ecuestre

Estos sementales son empleados tanto para la inseminación de yeguas propias de la Yeguada como para inseminación  a terceros que se realizan dentro y fuera de las instalaciones.
Los programas de reproducción se benefician lógicamente de las últimas mejoras tecnológicas y medidas sanitarias preventivas que garantizan una mayor calidad en el control y evolución del proceso de gestación. Así, se siguen diversos programas de investigación con el objetivo de mantener y mejorar la singularidad del caballo cartujano, cuyos resultados constituyen una aportación científica importante para el mundo del caballo en nuestro país.
Igualmente, también es sede de eventos y concursos
El 1 de marzo de 2019 el Ministerio de Agricultura, Pesca y Alimentación designó a la Yeguada Cartuja Hierro del Bocado como Centro Nacional de Referencia Zootécnica, CENRE, para el desarrollo de actividades de fomento del sector equino en España, (RD 45/2019), cuya principal función, es el desarrollo de actividades que contribuyan a la mejora de la cabaña equina de acuerdo con las demandas y programas de las asociaciones de criadores, y su aplicación a la cadena de valor equina para promover el crecimiento económico del sector y sus industrias auxiliares, así como el desarrollo de actividades de reproducción equina, la creación de bancos de germoplasma, el apoyo a los programas de difusión de la mejora y favorecer el desarrollo de un sector que cuenta con gran diversidad de aspectos y características, que no se dan en otras especies ganaderas productivas y extendiéndose del ámbito puramente agrario. Un sector con gran interés económico y alto potencial de creación de puestos de trabajo, con generación de interés turístico y deportivo y, en general, de aportación al producto interior bruto nacional.